# 金線小鱸
金線小鱸為輻鰭魚綱鱸形目鱸亞目河鱸科的其中一種，被IUCN列為次級保育類動物，分布於美國Coosa河及Cahaba河流域，體長可達9公分，棲息在水流快速、岩石底質的溪流。